# چرخ‌بال‌ها
چرخ‌بال‌ها (نام علمی: Cyclopteris) نام یک سرده از راسته بسپایک‌سانان است.